# Amicus curiae
El amicus curiae (amigo de la corte o amigo del tribunal) es una expresión latina utilizada para referirse a presentaciones realizadas por terceros ajenos a un litigio, que ofrecen voluntariamente su opinión jurídica, alegatos, demanda o exhorto jurídico vinculante frente a algún punto de derecho u otro aspecto relacionado, para colaborar con el tribunal en la resolución de la materia objeto del proceso.
La información proporcionada puede consistir en un escrito con una opinión legal, o una demanda, por omisión y existir violaciones al debido proceso de las partes o tribunal juzgador, un testimonio no solicitado por parte alguna o un informe en derecho sobre la materia del caso. La decisión sobre la admisibilidad de un amicus curiae queda, generalmente, entregada al arbitrio del respectivo tribunal.
Esto generalmente ocurre en procesos de opinión pública en los cuales una parte procesal es sujeta de violación de derecho y representa los derechos de participación de un colectivo, o los derechos constitucionales de una persona natural, al verse afectados los derechos de una parte procesal por vulneración de derechos colectivos y de participación, indirectamente o por inercia se afectan los derechos de un colectivo o grupo de personas.

## Antecedentes
Los antecedentes más remotos de la figura del amicus curiae se encuentran en la antigua Roma. A comienzos del siglo IX, esta institución de derecho romano se habría ido incorporando a la práctica judicial de Inglaterra.[cita requerida]
Desde Inglaterra se extendió a los diversos países de tradición anglosajona, convirtiéndose en un elemento característico del Common Law para resolver causas de interés público en que se presentan posiciones muy polémicas o controvertidas. [cita requerida]
Actualmente esta figura se ha extendido más allá del Derecho anglosajón, primero a los órganos internacionales de protección de los derechos humanos (comisiones y tribunales internacionales) y, a partir de estas prácticas de Derecho internacional, se ha incorporado en países que antes no lo acogían (especialmente de Derecho continental).[cita requerida]

## Utilización
Habitualmente se presentan amicus curiae en juicios en los que está en juego alguna libertad o derecho fundamental, debido al interés general que provocan en la sociedad este tipo de causas. Es decir, se acostumbran a realizar en litigios en que el asunto controvertido involucra directa o indirectamente a los derechos humanos, derechos de participación, derechos colectivos y que por tanto, pueden incidir o afectar la vigencia o extensión de algún derecho fundamental, derechos civiles y derechos constitucionales.
Por ello, comúnmente son presentados por importantes ONG de defensa o promoción de los derechos humanos locales, nacionales o internacionales (como Human Rights Watch o Amnistía Internacional) y asociaciones no lucrativas de abogados, aunque también son presentadas por otro tipo de organizaciones de la sociedad civil (fundaciones o corporaciones sin fines de lucro) o incluso por particulares.
Dichas presentaciones no requieren necesariamente ser de carácter legal, pudiendo ofrecer otras perspectivas (histórica, económica, sociológica, etc.), pero ellas deben tener alguna incidencia jurídica, y estar sustentadas en los códigos jurídicos (constitución, códigos penales)

## Aceptación
El derecho anglosajón es uno de los sistemas con más receptividad de esta institución. Así por ejemplo, Estados Unidos es uno de los países con mayor utilización del amicus curiae, especialmente a nivel de los tribunales federales (al decidir la constitucionalidad de las leyes). Inglaterra también los acepta habitualmente. En Colombia, la figura de amicus curiae, es utilizada con frecuencia por la Corte Constitucional de Colombia que, para decidir acerca de la constitucionalidad de las leyes, solicita opiniones a universidades, juristas reconocidos, instituciones de derecho público y particulares. 
En el derecho internacional de los derechos humanos, el amicus curiae ha obtenido un lugar destacado, y es aceptado, entre otros organismos, por la Corte Penal Internacional, la Comisión Interamericana de Derechos Humanos, la Corte Interamericana de Derechos Humanos y el Tribunal Europeo de Derechos Humanos.
En América Latina se ha reconocido y aceptado paulatinamente, sobre todo por influencia de los sistemas internacionales de protección de los derechos humanos.
En México, por ejemplo, la Suprema Corte de Justicia de la Nación se ha allegado la figura del amicus curiae en casos mediáticos, como la determinación de separar militares que fueran portadores de VIH, la impugnación de la llamada Ley Televisa sobre el uso del espectro de telecomunicaciones, la impugnación de la despenalización del aborto en la Ciudad de México, la impugnación de la geolocalización de teléfonos celulares en tiempo real sin orden judicial y la defensa de algunas personas equívocamente acusadas, en el caso de la desaparición de los 43 estudiantes de Ayotzinapa.